# 455
455 (CDLV) je bilo navadno leto, ki se je po julijanskem koledarju začelo na soboto.

## Dogodki
- Vandali oplenijo Rim
- Maji ustanovijo Chichén Itzo